# Näringsliv
Näringsliv är sammanfattningen av all ekonomisk verksamhet i visst land i form av handel, industri etc.
Ordet används mest i bestämd form – näringslivet – och vanligen åsyftar det företagarintressena i motsats till allmänna intressen.
Exempel på typer av näringsliv är handel, naturbruk, nöjesindustri och tillverkningsindustri.